# Krotzen (Geologie)
Krotzen ist eine regionale Bezeichnung für Lavaschlacken, die während eines Vulkanausbruchs aus flüssigem und mit vielen Gasen angereichertem Magma entstanden.
Krotzen wurden unter anderem zum Bau von Häusern eingesetzt, da sie durch ihre Porosität leicht zu lösen und bearbeitbar sind. Für den Bergbau galt der in den Krotzen enthaltene Basalt als minderwertiger als Säulenbasalt, der eine langsamere Abkühlungs- bzw. Erstarrungszeit aufweist.

## Quelle
- Informationstafel der „Krater-Tour“ in Boos (Eifel), Wikimedia Commons